# Apatite
L'apatite est un nom générique désignant des phosphates hexagonaux de composition assez variable, Ca5(PO4)3(OH, Cl, F). Trois espèces sont reconnues par l'IMA, nommées selon l'anion prévalent :
- Chlorapatite Ca5(PO4)3Cl
- Fluorapatite Ca5(PO4)3F
- Hydroxyapatite Ca5(PO4)3(OH)

Deux variantes monocliniques précédemment reconnues comme espèces (dont la clinohydroxyapatite) sont maintenant reconnues comme des polytypes.
Tous comportent des tétraèdres PO4 isolés, avec des ions Ca2+ en coordination 9. Les carbonate-apatites remplacent un tétraèdre PO4 par un groupe CO3OH ou CO3F.

## Inventeur et étymologie
Ayant des aspects et des couleurs variés l'apatite fut longtemps confondue avec des minéraux très divers, et sa composition chimique ne fut déterminée que vers la fin de XVIIIe siècle. C'est pour cette raison que le minéralogiste allemand Abraham Gottlob Werner lui a donné en 1786 ce nom qui est inspiré du grec apatao (ἀπατάω, « tromper »).

## Cristallographie

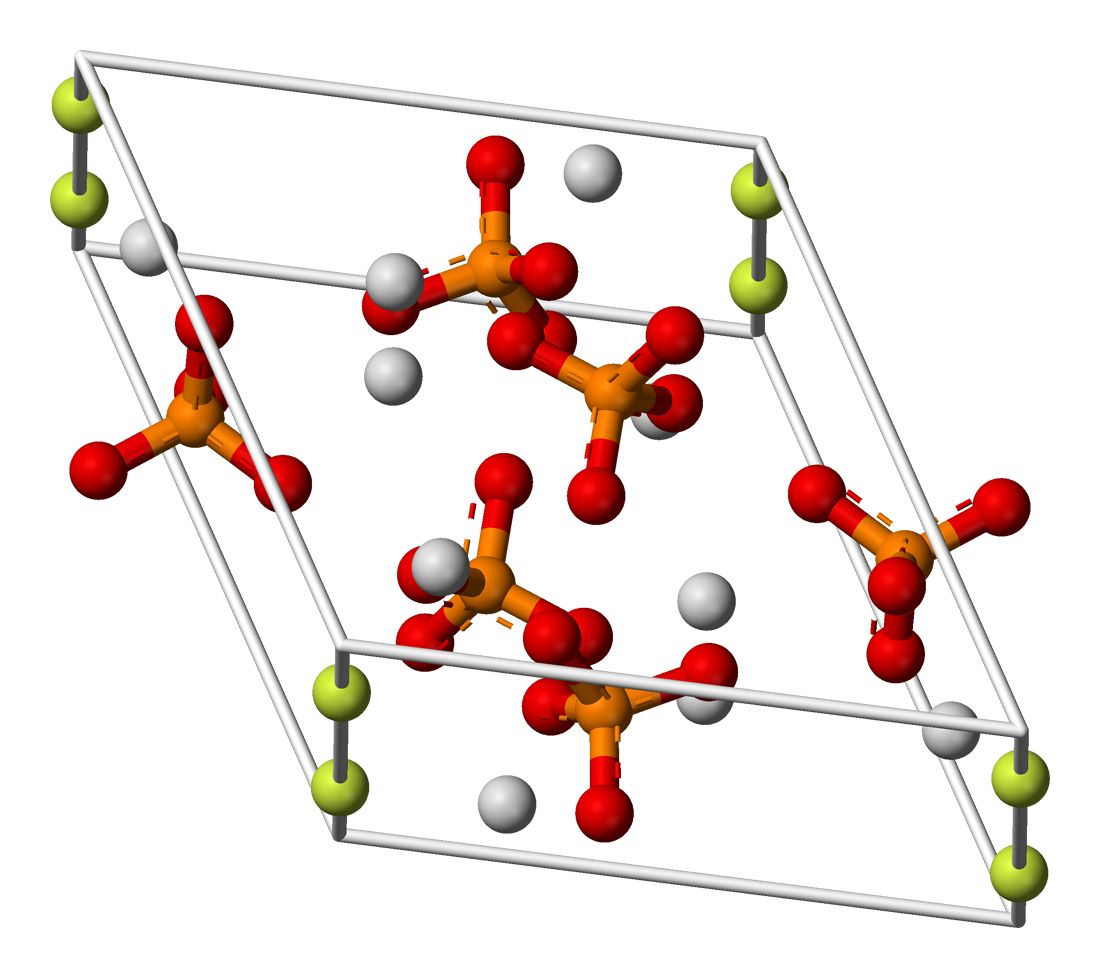
Unité cellulaire de l’apatite

- Paramètres de la maille conventionnelle : a = 9,367, c = 6,884, Z = 2 ; V = 523,09
- Densité calculée = 3,20

## Cristallochimie

### Super-groupe de l’apatite
Elle sert de chef de file à un groupe de minéraux isostructuraux de formule générale : A5(XO4)3Zq. Dans lesquels le calcium est remplacé par du strontium, cérium, manganèse, yttrium, plomb et le phosphore est remplacé par l'arsenic, le vanadium, le soufre, le silicium... (pyromorphite, vanadinite, mimétite, fluorellestadite (en)...) Ce sont de minéraux de structure hexagonale ou pseudo hexagonale-monoclinique, contenant des arséniates, des phosphates et de vanadates. Ce groupe se scinde en deux sous-groupes : celui de l’apatite et celui de la pyromorphite.
- Groupe de l’apatite

Chlorapatite Ca5(PO4)3Cl
Fluorapatite Ca5(PO4)3F
Hydroxyapatite Ca5(PO4)3(OH)
Fluorstrophite SrCaSr3(PO4)3F
- Groupe de la pyromorphite

Mimétite Pb5(AsO4)3Cl
Pyromorphite Pb5(PO4)3Cl
Vanadinite Pb5(VO4)3Cl
- Groupe de la svabite

Hedyphane (it) Pb3Ca2(AsO4)3Cl
Phosphohedyphane Ca2Pb3(PO4)3Cl
Svabite (it) Ca5(AsO4)3F

## Les espèces
- Chlorapatite

Inventeur : Carl Rammelsberg (1860).
Topotype : Kragerø, Norvège
Formule : Ca5 (PO4)3Cl
Gîtologie : Veines dans les roches gabbroïques et dans certaines météorites
Système cristallin : hexagonal et monoclinique
Particularité : présente dans certaines météorites
- Fluorapatite

Inventeur : Rammelsberg (1860).
Formule : Ca5 (PO4)3F avec des traces de : OH ; Cl ; La ; Ce ; Pr ; Nd ; Sm ; Eu ; Gd ; Dy ; Y ; Er.
Système cristallin : hexagonal et monoclinique
Particularité : C'est de loin l'apatite la plus fréquente. Luminescence, fluorescence, phosphorescence, thermoluminescence
- Hydroxyapatite

Système cristallin : hexagonal et monoclinique
Formule : Ca5 (PO4)3(OH)
La clinohydroxyapatite est maintenant considérée comme un polytype monoclinique de l'hydroxyapatite

masse moléculaire : 499.72 gm
Système cristallin : monoclinique
Uniaxe négatif : δ = 0.008
Particularité : radioactivité détectable
Topotype : district de Thunder Bay Nord-Ouest ontarien, Canada

## Synonymie
- agustite (Trommsdorff 1800) : nommée à la suite de sa propriété de donner des sels sans gout[6]
- améthiste basaltine (Sage 1777) Apatite de couleur violette décrite sur des échantillons de Saxe[7]
- asparagolite : Apatite de couleur verte encore appelée « pierre d'asperge » d'où son nom qui dérive du grec asparagos (asperge)[8]
- augustite (Synonymie partagée avec l'émeraude)[9]
- beryl de Saxe[10]
- chaux phosphatée (Haüy 1801)[11]
- chaux phosphorée (Ignaz von Born)
- chrysolithe ordinaire (Romé de L'Isle 1772)[12]
- estramadurite (Roscoe et Schorlemmer (en) 1877)[13] le nom rappelle le lieu de découverte l'Estrémadure en Espagne.
- fluocollophanite
- fluorcollophane
- kietyogite
- pierre d'asperge (Brochant)[14]
- pierre phosphorique (Dávila 1767)[15]
- phosphate calcaire (Proust 1788) [16]
- pyroguanite (Shepard 1856)[17]
- sombrérite (Phipson 1862)[18] Espèce, supposée, initialement décrite à l'ile de Sombrero à Anguilla.

## Variétés et mélange
- carbonate-apatite : Variété d'apatite riche en calcium, décrite initialement par le minéralogiste allemand Fridolin Sandberger sous le nom de colophane. Ce nom est utilisé pour les variétés cryptocristallines colloïdales (amorphes) de carbonate-fluorapatite ou carbonate-hydroxyapatite, telles que celles qui constituent la majeure partie des roches phosphatées provenant de la dégradation des dépôts fossilifères.

Synonymie pour cette variété :
collophanite (Dana 1892)
dahllite Nommée en hommage à Tellef Dahll (1825-1893) et Johan Martin Dhall (1830-1877), géologues norvégiens.
francolite : tire son nom du site de Wheal Franco, à Whitchurch, dans le District de Tavistock, dans le Comté du Devon, en Angleterre,. Les fossiles de conodontes sont généralement formés de francolite (carbonate-apatite fluoré) répondant à la formule suivante : Ca5 Na0.14 (PO4)3.01 (CO3)0.16 F0.73 (H2O)0.85
grodnolite (Morozewicz 1924) Nommée d'après le topotype Grodno (Hrodna, biélorusse)
kourskite (Chirvinsky 1911) .
podolite (Chirvinsky 1907)
pseudo-apatite (Breithaupt 1837) décrite à partir d'échantillons de la mine de Churprinz près de Freiberg en Saxe.
- cérapatite (Kenngott 1849, Fersman 1926)[28],[29] : Variété d'apatite riche en éléments rares et notamment le cérium pour 1,33 % de Ce2O3. Redécrite par Fersman en 1926 sur des échantillons de la péninsule de Kola en Russie.
- eupyrchroïte : variété fibreuse et mamelonnée d’apatite décrite à Crown Point dans l’État de New-York par le minéralogiste américain Ebenezer Emmons en 1838[30],[31].
- lazur-apatite : variété bleu-ciel d’apatite décrite par le minéralogiste finnois Nordenskiöld en 1857 sur des échantillons de Bucharia (Turkestan oriental ou chinois (actuel Xinjiang))[32].
- moroxite : variété bleu-vert d’apatite décrite par le minéralogiste norvégien Abildgaard en 1798 à Arendal, Norvège[33].
- munkforssite : variété contestée qui serait plutôt un mélange d’apatite et de minéraux magnésiens, décrite par le minéralogiste suédois Lars Johan Igelström en 1897 à Dicksberg, Ransäter parish, Munkfors, Värmland, Suède, topotype qui a inspiré le nom[34].
- phosphorite (Kirwan 1794)[35]: variété concrétionnée ou fibreuse d'apatite avec de nombreuses impuretés décrite par Kirwan dès 1794.
- Trilliumite : variété gemme d’apatite vert-jaune décrite du district Bancroft, comté Hastings, Ontario, Canada[36].

## Galerie

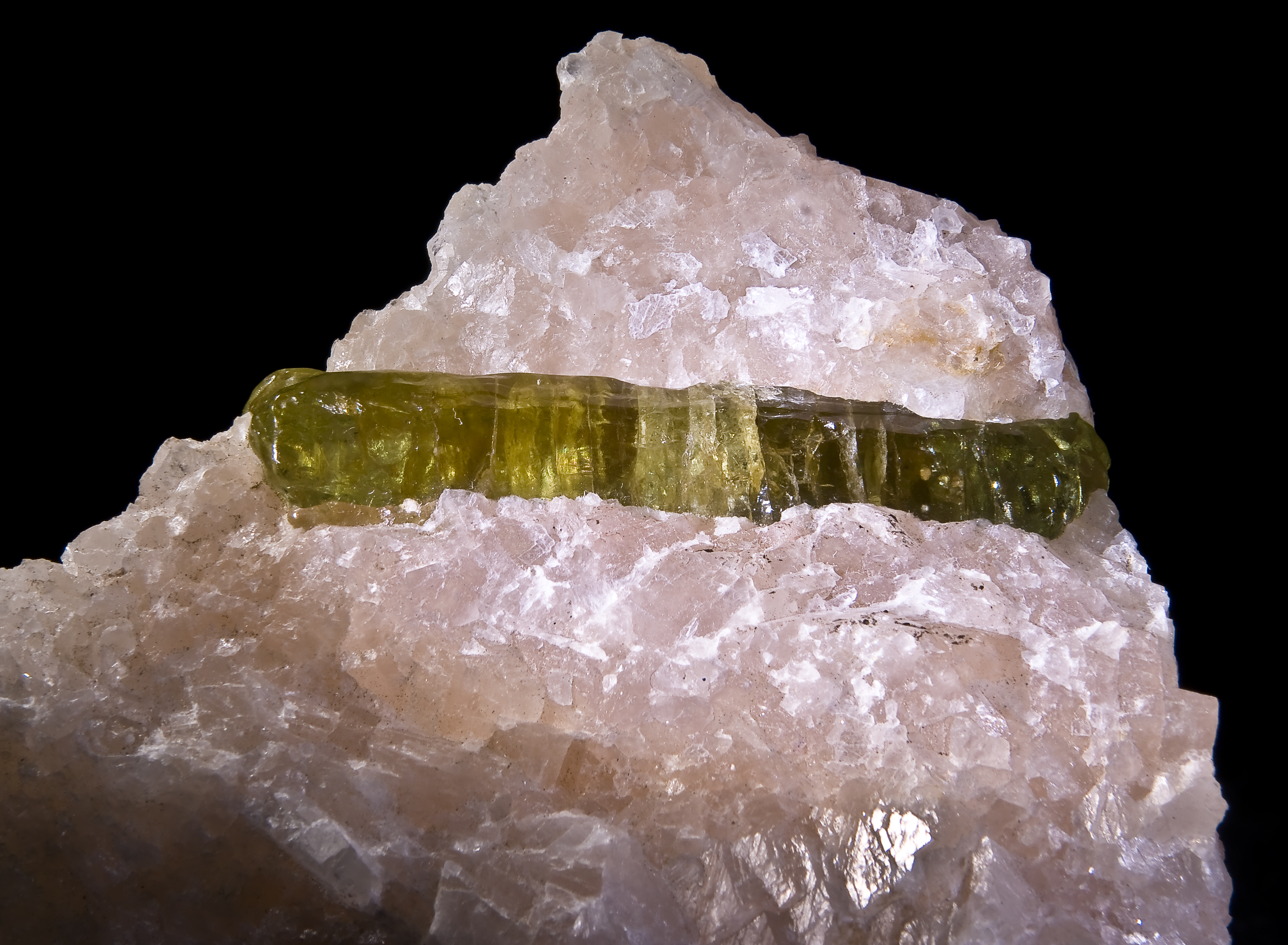
Trilliumite - Liscombe (Ontario) 4,6 cm.
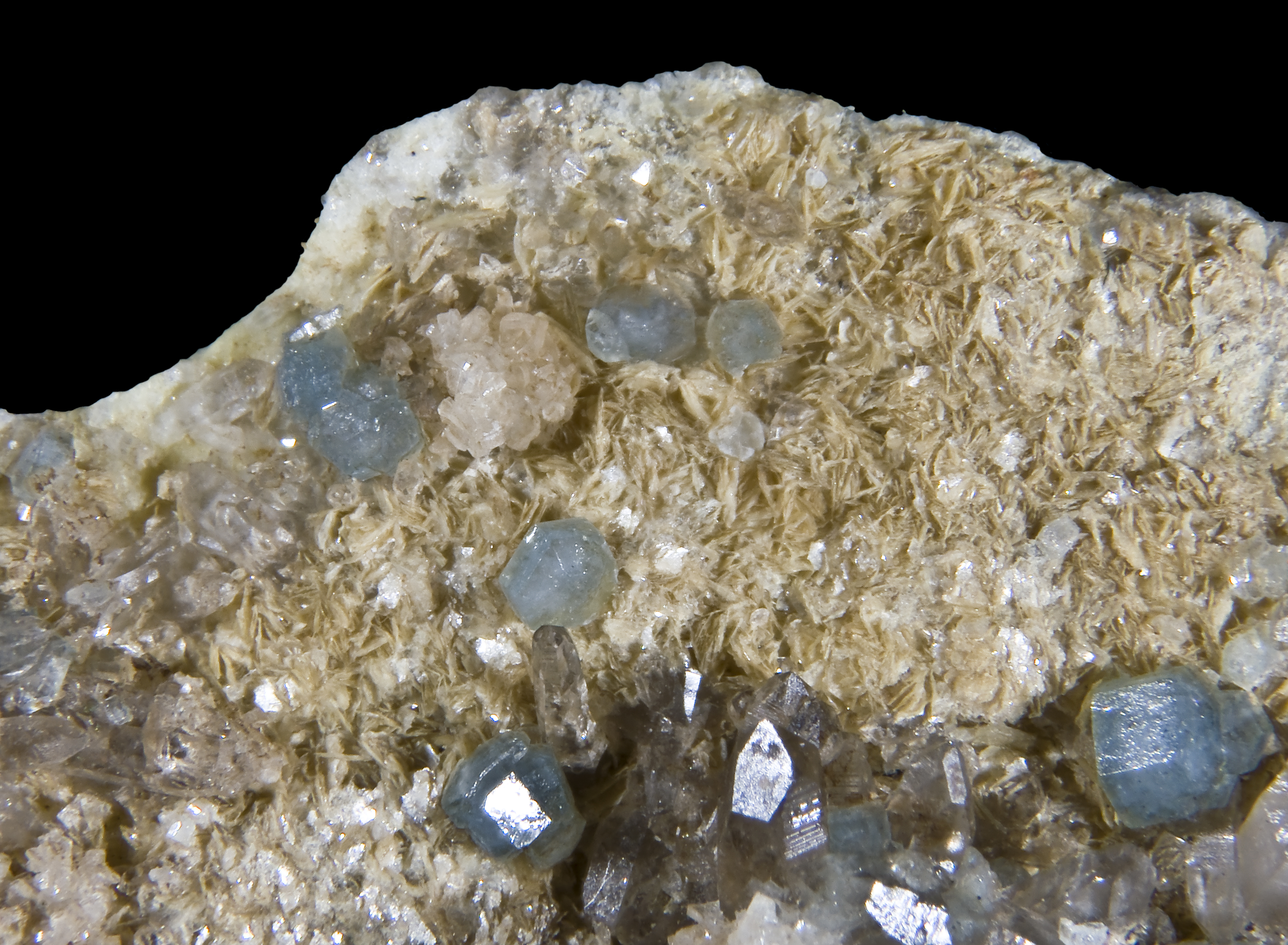
Apatite - Nantes (France).
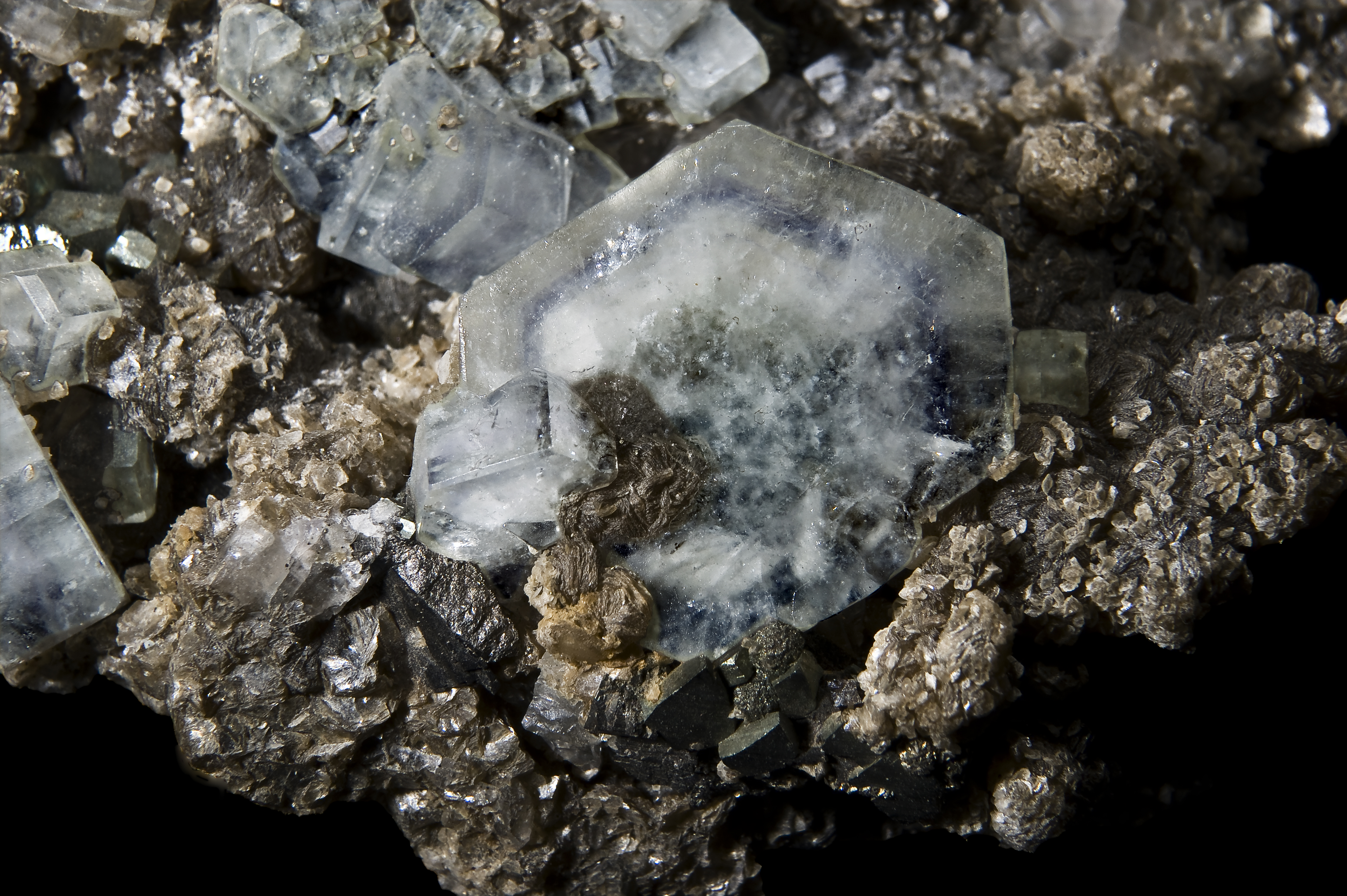
Apatite - Panasqueira (Portugal).
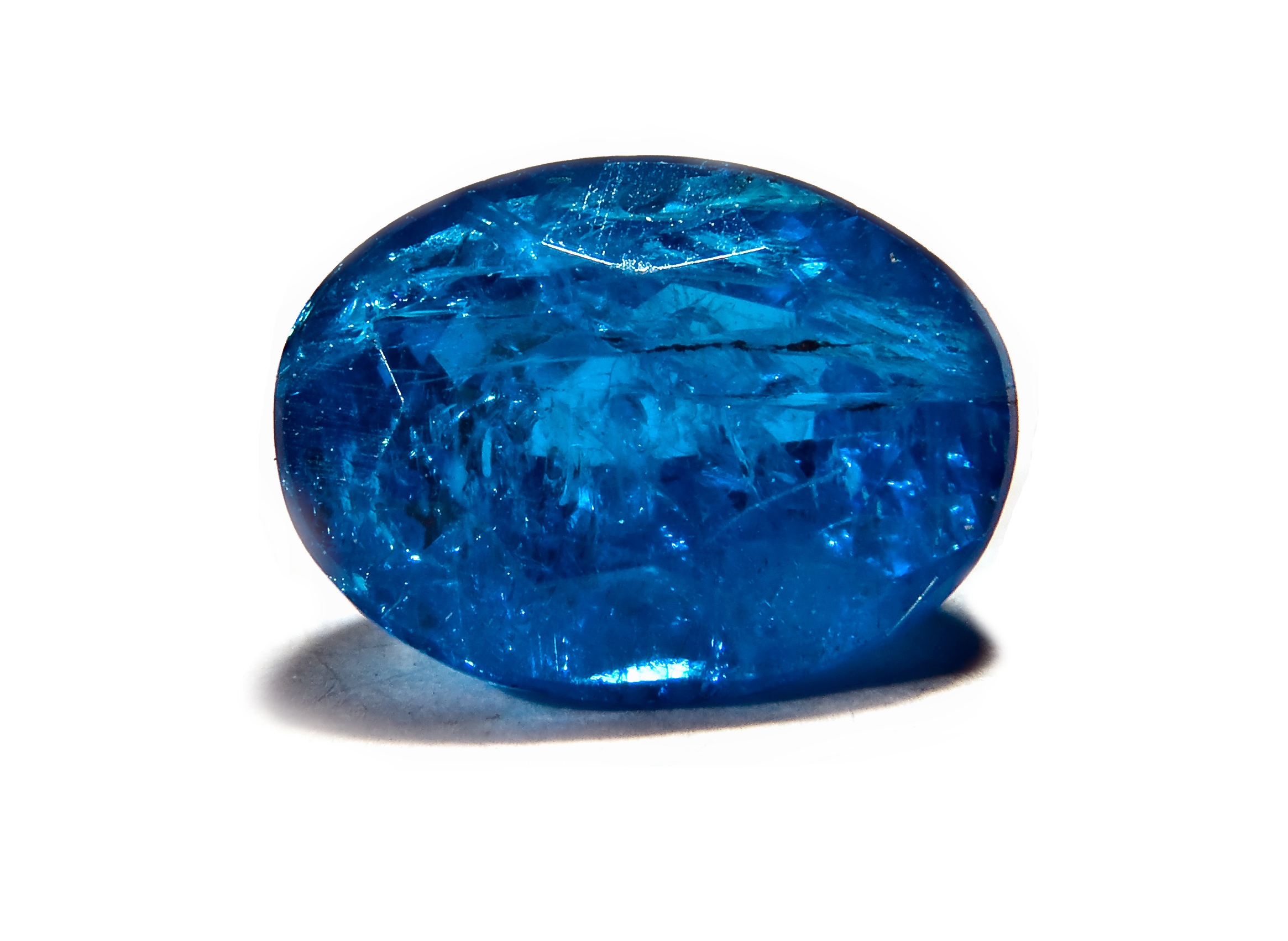
Apatite taillée - Brésil 0,98 Ct.

## Gîtologie
- Les apatites sont des minéraux secondaires, communs dans les roches magmatiques, mais leur concentration n'est pas suffisante pour une exploitation industrielle.
- Les apatites sont souvent associées avec les gîtes de fer, ce qui représente un problème sérieux pour l'industrie sidérurgique : le phosphore contenu dans les minerais de fer passe en fait complètement dans la phase métallique : son élimination dans la phase d'affinage de l'acier est coûteuse. La forte teneur en phosphore a été la raison de l'abandon de la « minette lorraine ».
- Les apatites hydrothermales sont plus rares. Les apatites pegmatitiques ou métamorphiques sont des minéraux d’importance économique forte pour leur contenu en éléments rares plus que pour leur teneur en phosphore.
- Les apatites sédimentaires ont une origine chimique et/ou organique (biochimique) : la matière première « brute » pour l'industrie du phosphore est la phosphorite, une roche sédimentaire phosphoreuse dont le composant principal est la carbonato-fluorapatite (« carFap »). La partie inorganique des squelettes des vertébrés est essentiellement carbonato-hydroxyapatite (« carHap ») et ces squelettes forment des sédiments à phosphates. Le phosphate de calcium est soluble en environnement acide (rivière ou fleuve), mais beaucoup moins dans un environnement alcalin (mer). Le changement de pH quand un fleuve se jette dans la mer produit la précipitation du phosphate, ce qui contribue aux eaux troubles des estuaires.

## Gisements remarquables
- Canada

Mine Yates, Otter Lake, MRC de Pontiac, Outaouais, Québec
Liscombe, canton de Cardiff, Comté d’Haliburton, Ontario (variété trilliumite)
Wilberforce, Ontario
- France

Carrière Barbin, Nantes Loire-Atlantique
- Portugal

Mines de Panasqueira, Panasqueira, Covilhã, District de Castelo Branco
- États-Unis

Carrière Pulsifer, Maine
- Pakistan

Nagar, Territoires du Nord
- Brésil

Ipira, Bahia
Lavra de Golconda, Minas Gerais

## Apatite biologique

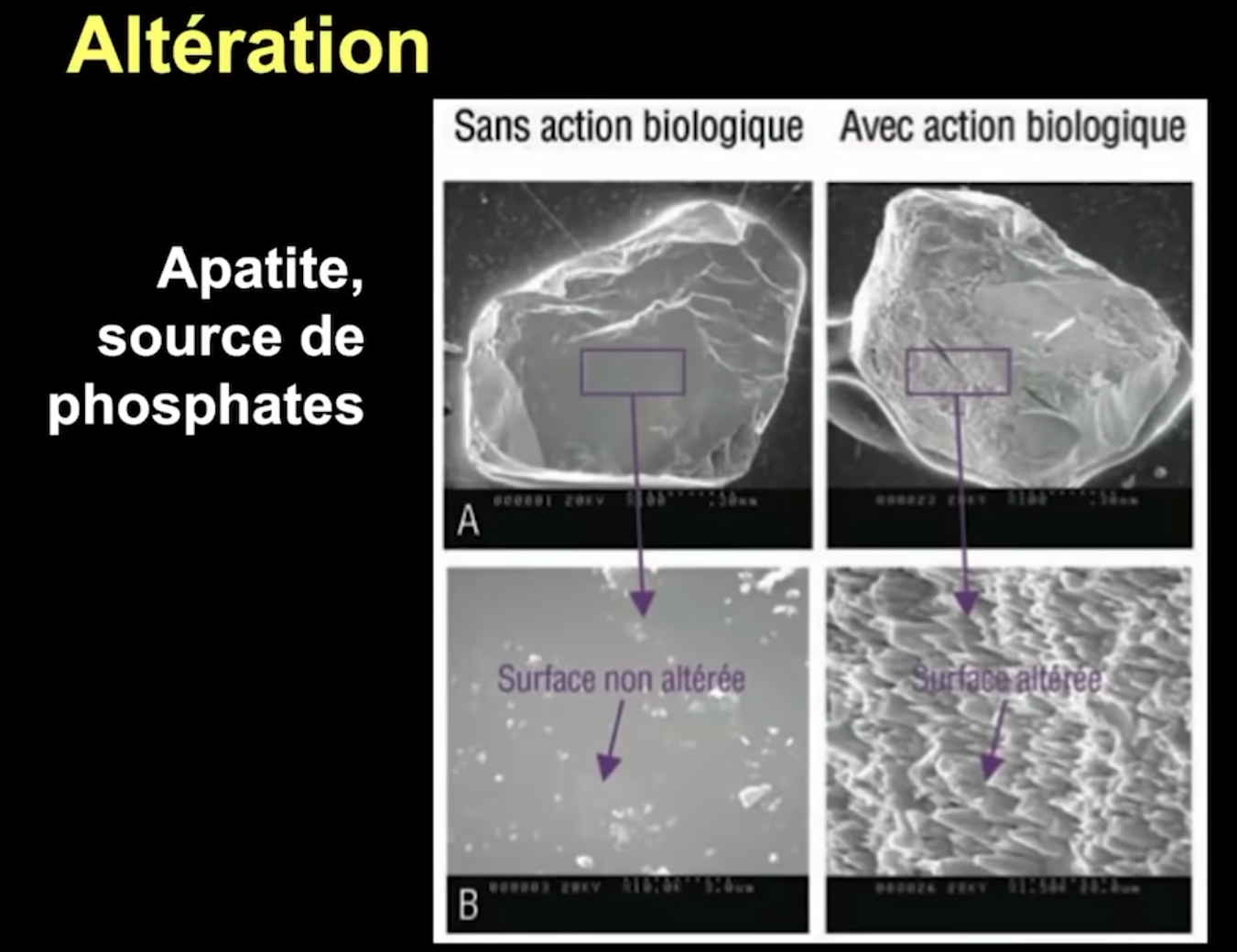
Altération biogéochimique de grains d'apatite dans le sol. Les agents de dégradation biologique accélèrent la dissolution du minéral comme le montre sa surface grêlée.

L’apatite (hydroxyapatite) est la principale source minérale primaire de phosphore dans certains types de sol. La libération de phosphore disponible dans le milieu biologique résulte d'une altération de ce minéral par des agents de dégradation biologique (bactéries, mycorhizes, micro-algues, lichens), le phosphore participant à la nutrition des organismes, entre notamment dans la composition des tissus végétaux, des tissus osseux et dentaire animaux,,.
C'est aussi le constituant des microfossiles appelés conodontes.

## Utilisations
- Source de phosphore pour fabriquer des engrais artificiels. Ces engrais peuvent contenir des traces du polonium 210 présent naturellement dans le minerai, comme ceux utilisés pour la fertilisation du tabac par les principales majors du secteur[44],[45],[46]. L'apatite est également utilisée dans l'industrie chimique.
- Les apatites sont utilisées pour la thermochronologie basse température en géologie. En effet, elles comportent une quantité d'uranium 238 (238U) qui se désintègre au cours du temps en entraînant une déformation du réseau cristallin (ce qu'on appelle une « trace de fission »). Ces traces sont en permanence résorbées si le minéral se situe à une température supérieure à 100 °C environ. En deçà de cette température, elles sont conservées dans le minéral. En utilisant la constante de désintégration de 238U, le comptage de ces traces permet de remonter à l'âge de refroidissement de la roche, c’est-à-dire sa remontée dans la croûte terrestre ou son exhumation[47],[48].
- Lorsque ce minéral est de qualité gemme, il peut être utilisé en bijouterie (facettes, cabochons) comme une pierre fine.